# Eye-ball
Eye-ball – album muzyczny nagrany przez holenderskiego pianistę jazzowego Jaspera van ’t Hofa i zaproszonych muzyków, w tym polskiego skrzypka jazzowego Zbigniewa Seiferta. LP został nagrany 16-17 marca 1974 w Dureco Studio, w  Weesp (Holandia) dla holenderskiej wytwórni Keytone; wydany w 1974.
Oprócz van ’t Hofa i Seiferta w nagraniu uczestniczyli: holenderski gitarzysta Wim Overgaauw oraz dwóch amerykańskich muzyków:  basista John Lee (który  brał udział w koncertach Pork Pie) i perkusista Gerry Brown. Muzyka zarejestrowana na LP była charakterystyczna dla twórczości van ’t Hofa z początku lat 70. : fusion, czyli jazz-rock, a w przypadku Eye-ball - jazz-rock i funk. Album poświęcony był pamięci niemieckiego basisty Petera Trunka.

## Muzycy
- Jasper van ’t Hof - fortepian elektryczny (Fender Rhodes), fortepian, organy
- Zbigniew Seifert - skrzypce
- Wim Overgaauw - gitara, gitara elektryczna, banjo
- John Lee - gitara basowa (Fender Bass)
- Gerry Brown - perkusja, instrumenty perkusyjne

## Lista utworów
Strona A
| 1. | „BAX” (Jasper van ’t Hof)                     | 7:50  |
|    |                                               |       |
| 2. | „Viber Snake” (Jasper van ’t Hof)             | 5:12  |
|    |                                               |       |
| 3. | „Eye-ball 1 (Piano Solo)” (Jasper van ’t Hof) | 3:37  |
|    |                                               |       |
| 4. | „Hyrax” (John Lee)                            | 5:55  |
|    |                                               |       |
|    |                                               | 22:34 |
|    |                                               |       |
Strona B
| 1. | „Schwester Johanna” (Jasper van ’t Hof)       | 6:15  |
|    |                                               |       |
| 2. | „Laur” (John Lee)                             | 4:17  |
|    |                                               |       |
| 3. | „One Leg Missing” (Jasper van ’t Hof)         | 3:06  |
|    |                                               |       |
| 4. | „Eye-ball 2 (Piano Solo)” (Jasper van ’t Hof) | 4:57  |
|    |                                               |       |
| 5. | „The Rev” (John Lee)                          | 4:20  |
|    |                                               |       |
|    |                                               | 22:55 |
|    |                                               |       |

## Opis płyty
- Producent - Chris Hinze
- Inżynier dźwięku - Emile Elsen
- Mastering - Chris Hinze, Joop Niggebrugge
- Zdjęcia - Ron Verboom
- Projekt plastyczny (obraz) - Hans Martens